# Gare de Messei
La gare de Messei est une ancienne gare ferroviaire française de la ligne d'Argentan à Granville, située sur le territoire de la commune de Messei, dans le département de l'Orne, en région Normandie.

## Situation ferroviaire
Établie à 219 m d'altitude, la gare de Messei est située au point kilométrique (PK) 40,990 de la ligne d'Argentan à Granville, entre les gares ouvertes de Briouze et de Flers. Autrefois, avant Briouze, se trouvait la gare de Bellou-en-Houlme.

## Histoire
Plus aucun train de voyageurs ne dessert cette gare depuis 1973, le service des marchandises (notamment les petits colis) ayant quant à lui été assuré jusqu'en 1988.

## Patrimoine ferroviaire
L'ancien bâtiment voyageurs, revendu en 2015 à un cheminot retraité, est devenu une habitation privée.